# Uricani
Uricani là một thị xã thuộc hạt Hunedoara, România. Dân số thời điểm năm 2002 là 10307 người.